# 5Э92б
ЭВМ 5Э92б — специализированная электронная вычислительная машина, модернизированная версия 5Э92, продолжение линии М-50. В отличие от предшественников, полностью полупроводниковая (первая полностью полупроводниковая ЭВМ в СССР), с развитой системой самодиагностики. Разрабатывалась в 1960—1961 годах в Институте точной механики и вычислительной техники (ИТМиВТ) АН СССР, межведомственные испытания проведены в 1964 году. Производилась серийно с 1966 года на Загорском электромеханическом заводе (ЗЭМЗ), (Загорск), использовалась в первую очередь для построения вычислительных комплексов системы ПРО А-35 и системы контроля космического пространства. В 1967 году был разработан модернизированный вариант, 5Э51.

## Войсковое применение
ЭВМ 5Э92б составляла основу Главного командно-вычислительного центра (ГКВЦ) системы противоракетной обороны Советского Союза. С него осуществлялось управление боевой работой. Машины обслуживались боевым расчётом военнослужащих-программистов, находящихся за пультом управления.
Радиолокатор космических целей с двумя ЭВМ 5Э92б входил также в состав комплекса «Аргунь».
Профессор компьютерных наук, д-р Джордж Тронжманн называет 5Э92б высоконадёжным, первым специальным полупроводниковым (транзисторным) компьютером и первым военным компьютером с мультипроцессорной структурой.

## Конструкция и характеристики
Двухпроцессорная система с общим полем оперативной памяти. «Большой» процессор использовался собственно для вычислений, «малый» — для контроля периферийных устройств и операций ввода-вывода. Развитая система прерываний, ориентированная на работу в реальном времени. Ориентированы на работу в составе многомашинных комплексов (испытание комплекса из 12 машин проводилось в 1967 году) с разделяемой периферией и возможностью «горячей» подмены вышедшей из строя машины.
- Элементная база — дискретные транзисторы, диоды, ферриты. Близка к элементной базе БЭСМ-6. Конструкция ячеистая, ячейки объединены в блоки по 30 штук. Блоки приспособлены для «горячей» замены, восстановление функционирования машины после смены аварийного блока занимало 25—35 секунд.
- Производительность:
  - «Большой» процессор — 500 тысяч оп./сек.[2][3].
  - «Малый» процессор — 37 тысяч оп./сек.[3].
  - Продолжительность основного цикла — 2 мкс.
- Система команд — двухадресная

| КОП (код операции) | М (адрес модификатора) | А1 (адрес 1-го операнда) | А2 (адрес 2-го операнда) |
| ------------------ | ---------------------- | ------------------------ | ------------------------ |
| 9 бит              | 6 бит                  | 15 бит                   | 15 бит                   |

где модификатор — одна из 63 первых ячеек памяти (c 1 по 63 либо с 65 по 127 — выбирается оператором), чьё содержимое циклически складывалось по полям с текущей командой, включая КОП.
- Представление чисел — с фиксированной запятой[1], размер слова — 48 бит[2], из них 3 контрольных.
- Размер ОЗУ — 32 тысячи слов на ферритовых сердечниках[2].
- Запоминающие устройства — «малым» процессором контролировались 4 ЗУ на магнитных барабанах ёмкостью по 16 тысяч слов каждый и 16 ЗУ на магнитной ленте.
- Устройства ввода-вывода — «малым» процессором контролировались 28 телефонных и 24 телеграфных дуплексных канала связи.
- Занимаемая площадь — более 100 м².
- «Горячая» подмена отказавшей машины — в течение десятков миллисекунд[1].

## Программное обеспечение
Программное обеспечение для 5Э92б разрабатывалось в основном в Новосибирске, в Конструкторском бюро системного программирования (КБСП, позже — Новосибирский филиал ИТМ и ВТ им. С. А. Лебедева) под руководством М. И. Нечепуренко и Г. И. Марчука.

## Разработчики
Главный конструктор: академик Лебедев С.А.
Заместитель главного конструктора: Бурцев В.С.
Основные разработчики:
Рыжов В. И., Кривошеев Е. А., Сахин Ю. Х., Горштейн В. Я., Назаров Л. Н., Соколов В. М., Петров В. Ф., Гущин О. К., Хайлов И. К., Никитин Ю. В., Козулин П. И., Орлов Г. М., Крылов А. С., Лаут А. Г., Бабаян Б.А., Аверин Ю. С., Крылова Л. Ф., Никольская Ю. Н., Тихонова М. В., Забусов М., Обидин Д. И., Крупский А. Ф., Степанов А. М., Кольцова С. Л., Новиков А. А., Нестеров Е. М., Фадеев М. Ф., Александров В. С., Карабутов С. Г., Руцкая З. А., Грызлов А. А., Фильцев Э. Р., Квашнин Н. И., Пахомов В. М.